# Søndersted Sogn
Søndersted Sogn 
ist eine ehemalige Kirchspielsgemeinde (dän.: Sogn) auf der Insel Sjælland im südlichen Dänemark.
Bis 1970 gehörte sie zur Harde Merløse Herred im damaligen Holbæk Amt, danach zur Jernløse Kommune im Vestsjællands Amt, die im Zuge der  Kommunalreform zum 1. Januar 2007 in der Holbæk Kommune in der Region Sjælland aufgegangen ist. Zum 1. September 2021 wurde Søndersted Sogn mit dem südlich benachbarten Undløse Sogn zum Undløse-Søndersted Sogn vereinigt. 
Im Kirchspiel lebten 0 Einwohner (Stand: 1. Januar 2023).
Im Kirchspiel liegt die Kirche „Søndersted Kirke“.
Nachbargemeinden waren im Norden Sønder Jernløse Sogn, im Osten Kvanløse Sogn, im Südosten Ugerløse Sogn, im Süden Undløse Sogn und im Westen Skamstrup-Frydendal Sogn.